# Suillia dawnae
Suillia dawnae är en tvåvingeart som beskrevs av Toni M. Withers 1987. Suillia dawnae ingår i släktet Suillia och familjen myllflugor. Inga underarter finns listade i Catalogue of Life.